# Lõi hành tinh

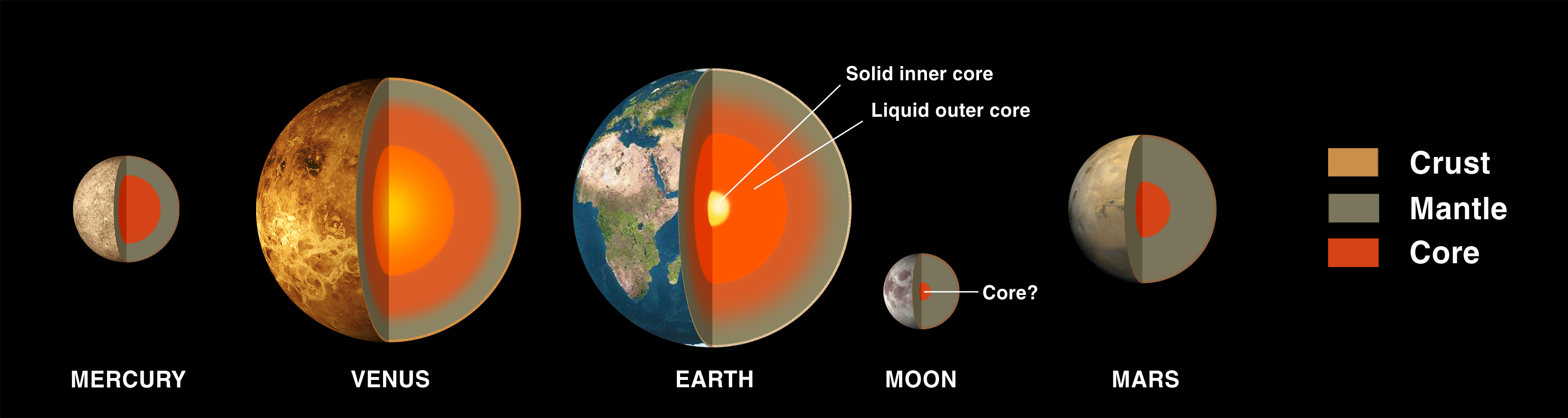
Cấu trúc bên trong của các hành tinh vòng trong.

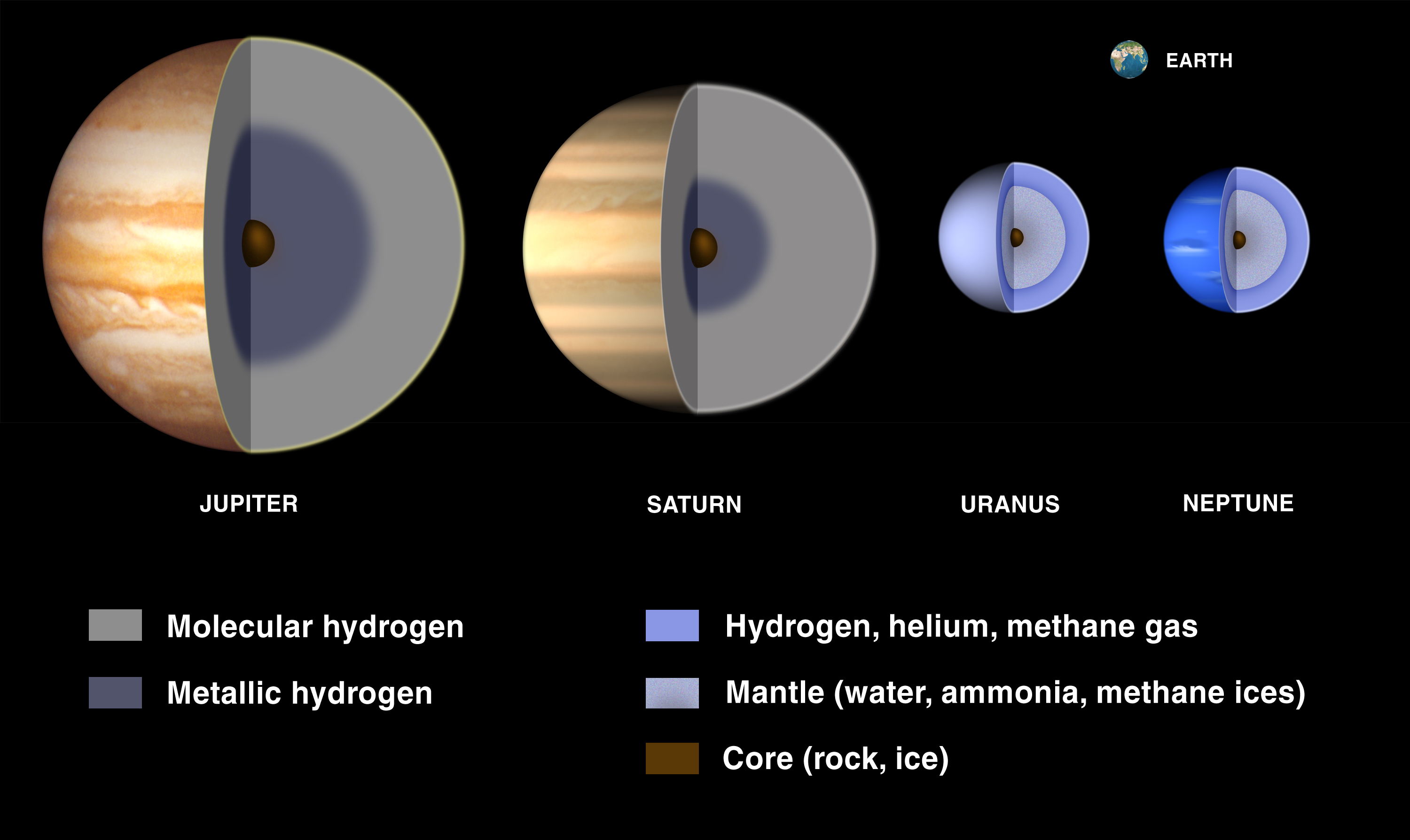
Cấu trúc bên trong của các hành tinh vòng ngoài.

Lõi hành tinh chứa (các) lớp bên trong cùng của một hành tinh; thứ có thể được tạo thành từ các lớp lỏng và rắn. Lõi của những hành tinh nhất định thì có thể hoàn toàn lỏng hoặc hoàn toàn rắn. Trong Hệ Mặt Trời, kích thước lõi có thể nằm trong khoảng từ 20% (Mặt Trăng) cho tới 85% bán kính hành tinh (Sao Thủy).
Các hành tinh khí khổng lồ cũng có lõi, mặc dù cấu tạo của chúng vẫn còn là một vấn đề bị tranh cãi và có khả năng nằm trong khoảng từ cấu tạo truyền thống đá/sắt, cho tới băng hoặc tới hydro kim loại lỏng. Lõi của hành tinh khí khổng lồ về mặt tỉ lệ thì nhỏ hơn nhiều so với lõi của các hành tinh đất, mặc dù dẫu vậy thì của chúng vẫn có thể lớn hơn đáng kể so với của Trái Đất; Sao Mộc thì có lõi nặng hơn 10–30 lần Trái Đất, và hành tinh ngoài hệ Mặt Trời HD149026 b có lõi bằng 67 lần khối lượng Trái Đất.

## Các loại đã quan sát được

### Trong Hệ Mặt Trời

#### Sao Thủy
Sao Mercury có một từ trường quan sát được, thứ được tin là được sinh ra từ bên trong lõi kim loại của nó. Lõi của Sao Thủy chiếm 85% bán kính của hành tinh, biến nó thành cái lõi lớn nhất trong Hệ Mặt trời khi xét tỉ lệ kích thước lõi và hành tinh; điều này ám chỉ rằng phần nhiều bề mặt của Sao Thủy lẽ đã bị bào mòn đi mất ở thời điểm đầu của lịch sử Hệ Mặt trời. Sao Thủy có một lớp vỏ và lớp phủ bằng silic cứng, nằm trên một lớp ngoài lõi sắt sunfit cứng, tiếp đó là một lớp lõi lỏng sâu hơn, và có thể có khả năng tiếp theo là mỗi lõi bên trong cứng tạo thành một lớp thứ ba.